# Jan Vetešník
Jan Vetešník (* 5. března 1984, Praha) je český veslař. Od roku 2005 je členem ASC Dukla, jde o dvojče veslaře Ondřeje Vetešníka, se kterým závodí na lehké čtyřce společně s Jiřím Kopáčem a Miroslavem Vraštilem.
V roce 2005 získal titul mistra světa do 23 let na lehkém dvojskifu společně se svým bratrem Ondřejem. Na mistrovství světa v roce 2011 na jezeře Bled skončili na 8. místě, na mistrovství Evropy v bulharském Plovdivu na 2. místě. Kvalifikovali se na Letní olympijské hry 2012 do Londýna.
Jejich trenérem je Rudolf Kopřiva.